# Phrynopus peraccai
Phrynopus peraccai é uma espécie de anfíbio  da família Leptodactylidae.
É endémica do Equador.
Os seus habitats naturais são: regiões subtropicais ou tropicais húmidas de alta altitude, matagal tropical ou subtropical de alta altitude e campos de altitude subtropicais ou tropicais.
Está ameaçada por perda de habitat.